# Schloss Bürglen

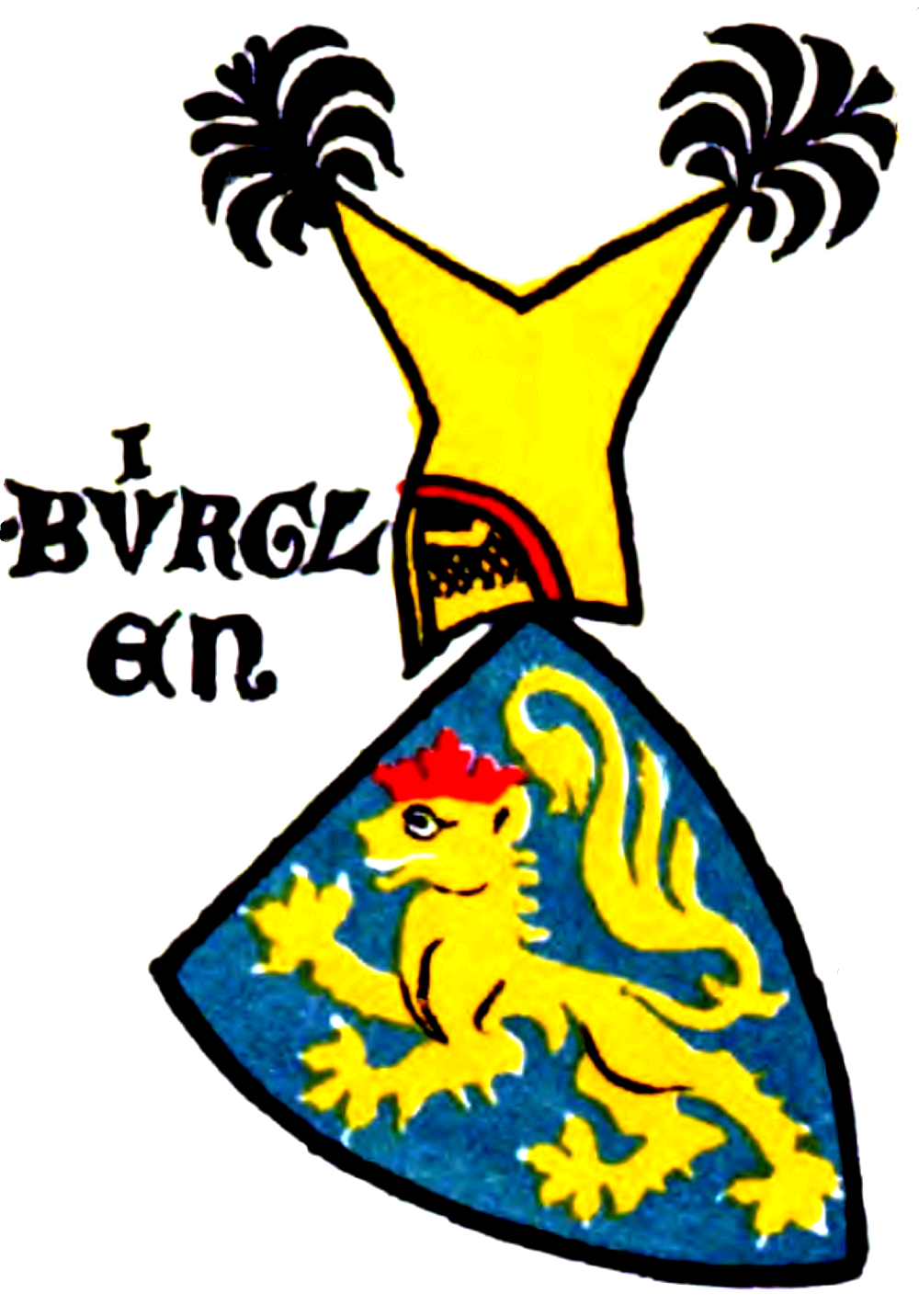
Wappen der Freiherren von Bürglen in der Zürcher Wappenrolle, ca. 1340

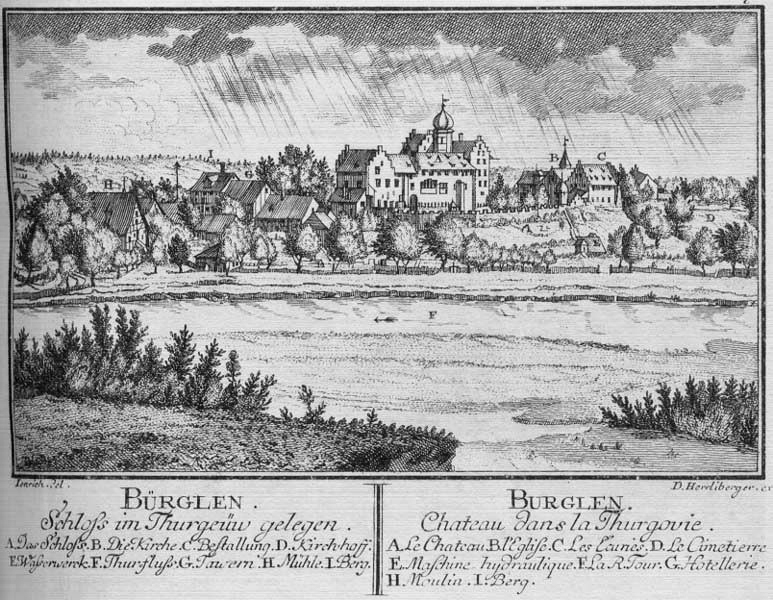
Schloss Bürglen im 18. Jahrhundert

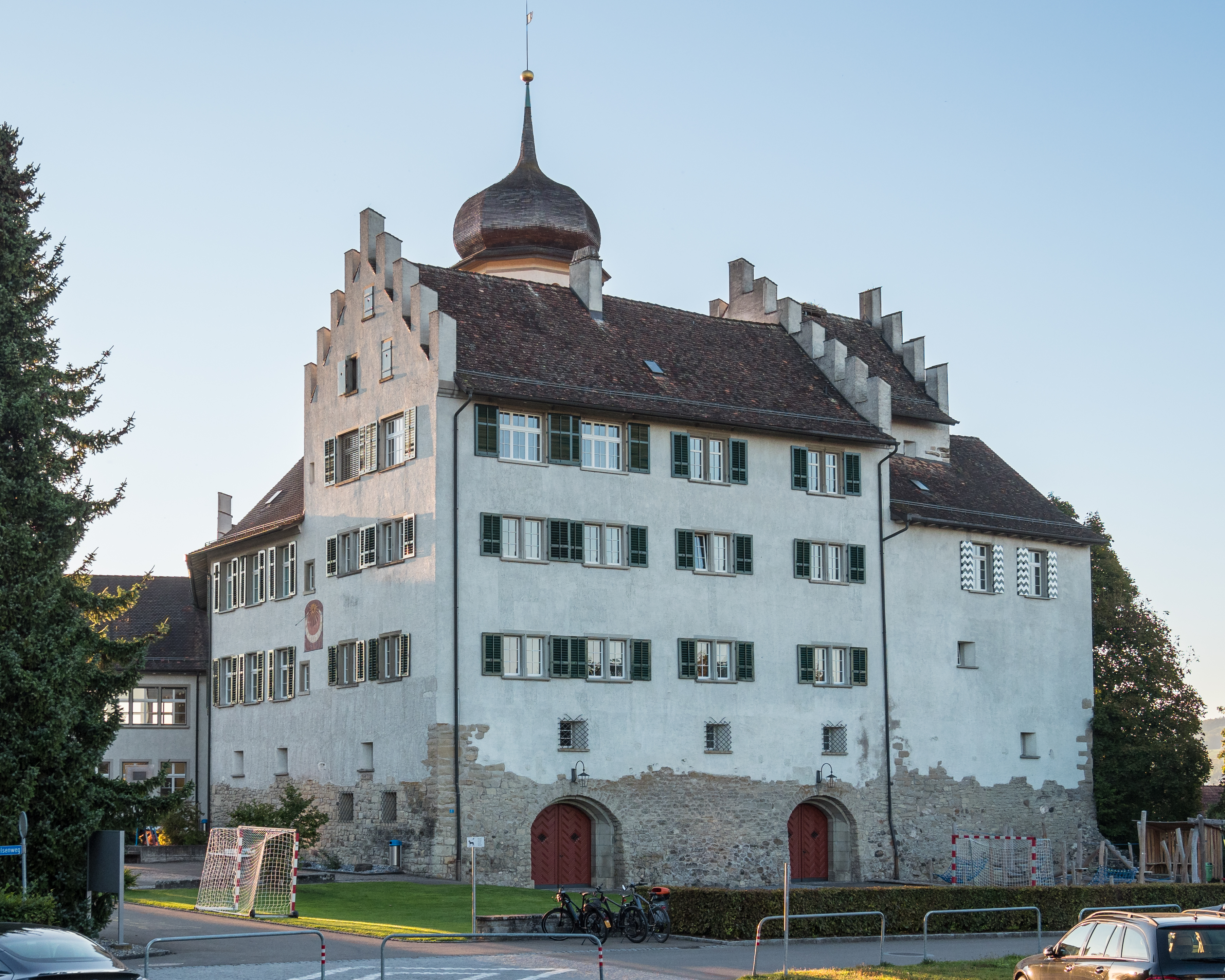
Schloss Bürglen

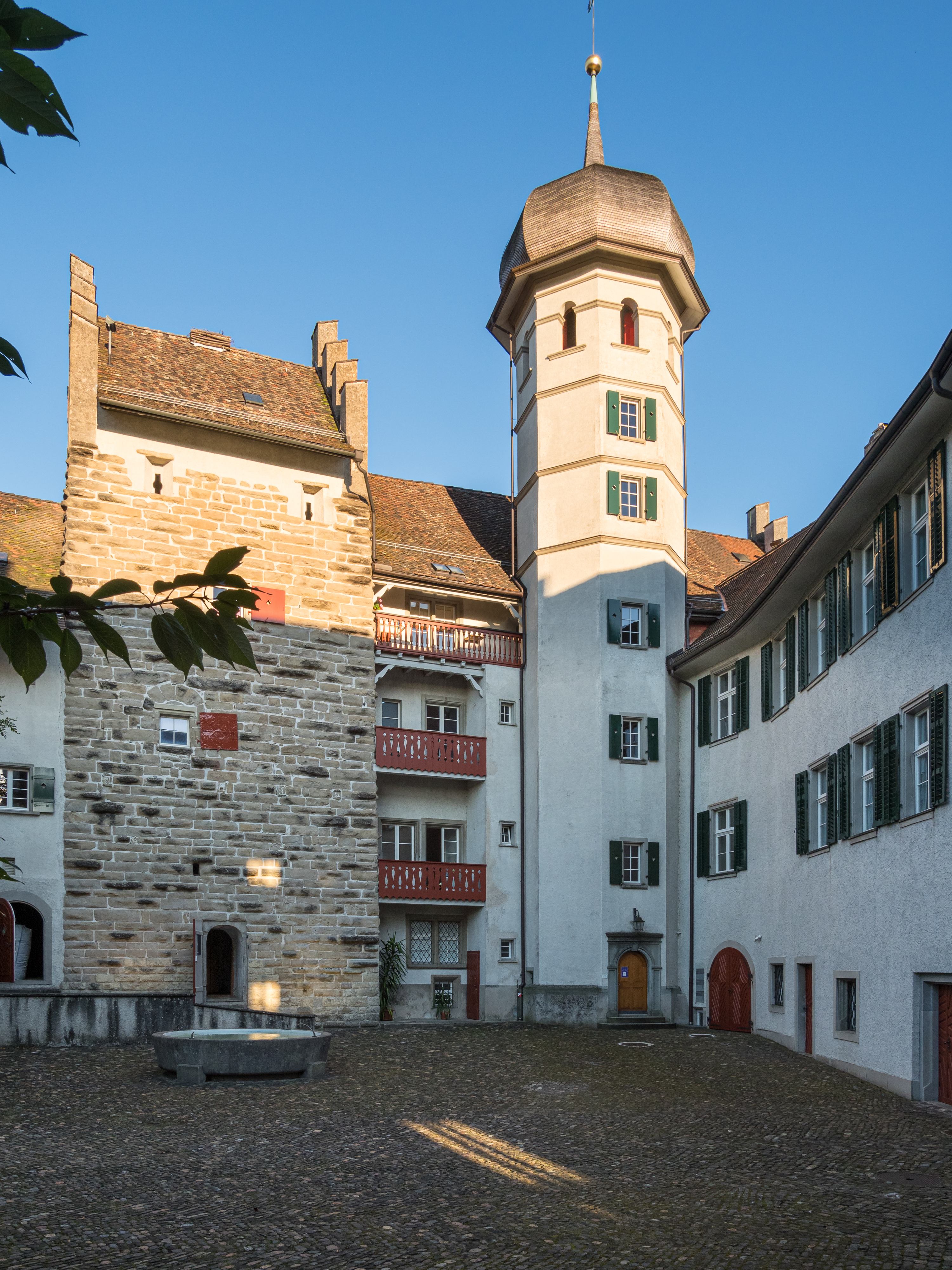
Schlossinnenhof

Das Schloss Bürglen ist ein Schloss in der Gemeinde Bürglen, Kanton Thurgau, Schweiz.
Es wurde im 13. Jahrhundert für die Freiherren von Bürglen errichtet. Eberhard I. von Bürglen war 1176 Hofbeamter des Bischofs von Konstanz. Sein Sohn Berchtold begleitete 1214 Friedrich II. Eberhard IV. von Bürglen erhielt 1313 von König Heinrich für die Verdienste und Teilnahme an seinen Kriegszügen die Vogtherrschaft im Thurgau und Zürichgau. Damit war die Vormacht der Habsburger in der Region geschwächt. Durch Einheirat kam um 1360 die Hälfte von Schloss und Herrschaft an die Freiherren von Sax. Die Burg wurde im Appenzellerkrieg belagert, blieb jedoch unbeschädigt. Nach dem Tod der letzten von Bürglen, Eberhard und Albrecht, die noch erheblichen Zugewinn aus Erbschaften der verwandten von Altenklingen erhielten, kamen Anteile der Burg an die Herren von Klingenberg. 1443 tauschten diese ihren Anteil mit dem Bürger von Konstanz, Markwart Brisacher. Dieser wiederum trat seinen Anteil 1447 an die von Hohensax ab, die damit die gesamte Herrschaft besassen. Um 1550 erfolgte der Verkauf an die von Landenberg zu Altenklingen, die es 1579 an die Stadt St. Gallen veräusserten. Bis 1798 war das Schloss Sitz des Obervogtes. Heute befindet sich darin die Primarschule.
Die Anlage besteht aus einem Bergfried, einem langgestreckten Osttrakt mit Treppengiebel sowie einem kurzen Westflügel von 1589. Im Norden ist sie durch einen Graben vom Dorf abgetrennt. Um 1600 erfolgten Umbauten, der achteckige Treppenturm mit der Haube ist später entstanden.